# Universidad Tecnológica Sucre
El Instituto Universitario de Tecnología Antonio José de Sucre, también conocido en su forma abreviada como Universidad Tecnológica Sucre y bajo las siglas IUTAJS y UTS, es una universidad privada venezolana con sede en Caracas y con extensiones en otras ciudades del país. Fue creada el 4 de abril de 1972, según el Decreto Presidencial Nº 923. Pertenece, junto a la Universidad Politécnica Santiago Mariño, la Universidad Tecnológica Agustín Codazzi y la Universidad Fermín Toro, al Complejo Educativo "Antonio José de Sucre".

## Extensiones
La universidad tiene extensiones en Anaco, Aragua de Barcelona, Barcelona, Barquisimeto, Ciudad Bolívar, Caracas, Charallave, Guarenas, Maracaibo, Maracay, Mérida, Porlamar, Ciudad Guayana, Punto Fijo, San Cristóbal, San Felipe, Socopó, y Valencia.

## Carreras[3]
- Electricidad: Mención Mantenimiento
- Electricidad: Mención Instalaciones Eléctricas
- Administración: Mención Ciencias Comerciales
- Administración: Mención Costos
- Administración: Mención Mercadotecnia
- Diseño de Obras Civiles
- Tecnología de la Construcción Civil
- Diseño Industrial
- Turismo: Mención Hotelería
- Turismo: Mención Servicios Turísticos
- Relaciones Industriales
- Seguridad Industrial
- Venta y Mercadeo
- Informática
- Tecnología Mecánica: Mención Fabricación
- Tecnología Mecánica: Mención Mantenimiento
- Electrónica
- Riesgos y Seguros
- Administración y Planificación de Empresas Agropecuarias
- Secretaria
- Publicidad
- Diseño Gráfico